# Миренков, Иван Степанович
Ива́н Степа́нович Миренко́в (5 июня 1924 — 28 сентября 2010) — советский офицер, участник Великой Отечественной войны, Герой Советского Союза.

## Биография
Родился 5 июня 1924 года в деревне Николаевка (ныне — Краснинского района Смоленской области) в семье крестьянина. Вскоре после его рождения семья переехала в деревню Преображенск Можайского района Московской области. Здесь Иван Степанович окончил школу-семилетку, а затем работал в местном колхозе.

## В начале войны
К началу Великой Отечественной войны Ивану исполнилось только 17 лет, поэтому в армию он призван не был. Осенью 1941-го Можайский район был оккупирован немецко-фашистскими войсками. Миренков вместе с другими деревенскими подростками решили развернуть борьбу с оккупантами в рамках своих сил. Наладили связь с местным партизанским отрядом, выполняли по приказу командира отряда различные задания: распространяли листовки, наблюдали за передвижениями колонн вражеской техники, собирали оружие, оставшееся после боёв на Можайской линии обороны.
Однажды Миренков решил проявить собственную инициативу и предложил товарищам заминировать шоссе, по которому регулярно проходили вражеские колонны. Собрав найденные противопехотные мины, подростки сделали и установили взрывное устройство. Это было далеко не лучшим решением: не имея совершенно никакого опыта в инженерно-саперном деле, минёры могли сами пострадать в случае неправильной сборки и установки боезаряда. Как позже вспоминал Иван Степанович, двигал ими тогда в основном мальчишеский интерес, чуждый соображений безопасности: когда мины сработали и убили несколько солдат Вермахта, юные диверсанты буквально захлёбывались от собственной гордости за произошедшее.

## Разведчик
В марте 1942 года советские войска освободили западное Подмосковье. Иван Степанович, которому оставалось менее 3-х месяцев до совершеннолетия, досрочно идёт в армию. С 6 июля 1942 года Миренков на фронте в составе 612-го стрелкового полка 144-й стрелковой дивизии 33-й армии. Вскоре молодой солдат пишет рапорт о переводе его в разведку. Учитывая опыт Миренкова по взаимодействию с партизанским отрядом в тылу врага, начальство идёт навстречу молодому человеку и переводит его во взвод полковой разведки. В течение полутора лет Миренков был разведчиком: сначала полковым, затем дивизионным. Участвовал в операции по захвату эшелона и освобождению военнопленных, перевозимых на нём в концлагерь, за что был награждён первой медалью «За отвагу». Впоследствии за участие в других разведывательно-диверсионных операциях был награждён ещё одной медалью «За отвагу» и орденом Красной Звезды.

## Танкист
В начале 1944 года Миренков находился в госпитале после ранения в руку. Как впоследствии вспоминал сам Иван Степанович: «После излечения, за пару дней до выписки и отправки на фронт, в нашем лечебном учреждении появился бравый капитан. Выздоравливающих собрали, и офицер, красочно поведав о преимуществах службы в бронетанковых войсках, спросил:
— Кто желает стать танкистом?..
И вот в очередной раз вспоминаю, почему, пройдя оккупацию, обучившись на автоматчика, провоевав в разведке, я решил вдруг стать танкистом. Почему? Да опять же — случайно. Случай на войне особую роль играл. Когда в госпитале я услышал вопрос капитана, то почему-то вспомнил, как впервые увидел танки. Это были три тридцатьчетверки, вид которых меня, в ту пору ещё мальчишку, привел в полный восторг. Я жил в деревне, толк знал лишь в лошадях, поэтому мечтательно сказал тогда другу: „оседлать бы таких“… вспомнив на мгновение об этой мечте, бодро ответил на вопрос капитана:
— Я!
Так и стал танкистом…»
7 февраля 1944 года И. С. Миренков был зачислен в Пушкинское танковое училище, которое тогда размещалось в городе Рыбинске Ярославской области. Через год обучения Миренков был выпущен младшими лейтенантом и был отправлен на завод в Нижний Тагил получать свой первый танк. По случайности, танк Т-34, доставшийся младшему лейтенанту, имел бортовой номер «200». Однако Миренкову повезло в другом: ему было разрешено лично набрать себе экипаж из множества кандидатов-новобранцев, до этого ни разу не бывших в бою. Наводчиком Иван Степанович взял Изяслава Бабушкина, механиком-водителем Василия Кудряшова, заряжающим Алексея Лёвина, стрелком-радистом Михаила Марченко.
С марта 1945 года Миренков — командир танкового взвода (и одновременно танка) 240-го танкового полка 16-й механизированной бригады 2-го Украинского фронта.

### Первый танковый бой
В апреле 1945 года 16-я бригада участвовала в боях на территории Чехословакии. Наступательные действия развернулись направлении населенных пунктов Вельке-Павловице — Густопече — Брно. Впереди них находились сильно укрепленные вражеские позиции. 15 апреля форсировав реку Тркманка и практически с ходу взяв Велке Павловице, полк оседлал магистраль Бржецлав — Брно.
В 17.00 часов того же дня Миренкову было отдан приказ продвигаться к городу Густопече, действуя взводом в три танка в головной походной заставе. На одном из перекрестков подразделение наскочило на три неприятельских «пантеры». Однако гитлеровцы бой не приняли и стремительно отступили к близлежащему селу Старовички. Миренков, заподозрив, что враг заманивает его в ловушку, решил рассредоточить тридцатьчетверки и продолжать атаку на село. Своему механику-водителю приказал двигаться по дороге, командиру танка младшему лейтенанту Краснову поставил задачу обходить населенный пункт справа. Танк младшего лейтенанта Пестрикова должен был прикрывать наступление слева.
Предположение Миренкова оказалось верным. В селе им уже была подготовлена «встреча». На въезде в деревню немцы выкатили две противотанковые пушки и открыли огонь. Первый выстрел немецкой пушки прошёл мимо: снаряд не долетел до танка несколько метров. Второй выстрел пушке сделать не дали — ответным огнём она была уничтожена. Расчёт второго орудия после этого отошёл в село, бросив пушку на дороге, однако перед этим успел подбить танк младшего лейтенанта Константина Пестрикова. В результате попадания снаряда у тридцатьчетверки заклинило башню, однако никого не ранило и не убило. Когда к Старовичкам подтянулись основные силы полка, командир части полковник Татур приказал отложить дальнейшее наступление до рассвета.

### Неравная схватка у высоты 237
Утром 16 апреля 1945 подразделение продолжило продвижение. Взвод Миренкова, теперь состоявший только из двух танков, вновь находясь в авангарде, выдвинулся в направлении высоты 237. На этой высоте, расположенной в нескольких километрах за Старовичками, в полном тумане, два танка Миренкова приняли неравный бой с девятью танками противника.
Немцы первыми заметили противника. Уже первым выстрелом они подбили танк Николая Краснова. Миренков заметил приблизительное местонахождение танка из которого был произведён выстрел и передал координаты наводчику Бабушкину. Расчёт оказался точным — «Пантера» была подбита, и её сразу же стал покидать экипаж.
Танку Миренкова удалось забраться на высоту. Здесь туман здесь был не таким густым, как внизу, в лощине. Экипаж Миренкова обнаружил, что буквально окружён вражескими танками «Пантеры» буквально облепили высоту. Однако у Миренкова было преимущество — из-за тумана противник не мог вести по нему прицельный огонь. Следующими же двумя выстрелами были уничтожены ещё один танк типа «пантера» и, если судить по сохранившейся фотографии а не по тексту представления к награде, самоходная установка Marder III Ausf.M.
Экипажу Миренкова удалось уничтожить ещё один танк противника, прежде чем их собственная машина была подбита и загорелась. Ивану удалось открыть люк горящего танка и вытащить из него тяжелораненого Лёвина. Бабушкин и Кудряшов погибли (Марченко в тот день в составе экипажа не было, так как накануне он серьёзно травмировал руку). Из экипажа лейтенанта Краснова в живых остался только механик-водитель Эдуард Мазур.
За то время, пока танкисты Миренкова фактически в одиночку сражались с превосходящими силами врага, к месту боя успели подтянуться главные силы 16-й бригады. Немцы отступили. Это спасло раненых танкистов.
Указом Президиума Верховного Совета СССР от 15 мая 1946 года за образцовое выполнение боевых заданий командования на фронте борьбы с немецко-фашистским захватчиками и проявленные при этом мужество и героизм младшему лейтенанту Миренкову Иван Степановичу присвоено звание Героя Советского Союза с вручением ордена Ленина и медали «Золотая Звезда» (№ 8296).

## После войны

Могила Миренкова на Восточном кладбище Минска.

По окончании Великой Отечественной войны Иван Степанович Миренков остался в армии, стал кадровым офицером. Сначала служил командиром танковой роты на Дальнем Востоке, затем был переведён в Белоруссию. В 1974 году полковник Миренков вышел в отставку. После ещё несколько лет работал в проектном институте.
Иван Степанович Миренков жил в Минске, в доме на улице Максима Танка (бывшей Танковой). Женат (с женой Инной они вместе уже 53 года), имеет двоих сыновей, троих внучек и пятеро правнуков, один из которых -  Степан Миренков, гордо носит фамилию прадедушки.
В 1975 году чешские краеведы из Старовичек отыскали Ивана Степановича. Вскоре ветерану было присвоено звание «Почётного гражданина населенного пункта Старовички». С тех пор Иван Степанович по мере сил старается регулярно бывать в Чехии* там, где он когда-то героически сражался с фашистами, где стоит как памятник отваге советских воинов его танк Т-34-85 под номером «200», где находятся могилы его боевых товарищей.
Умер 28 сентября 2010 года.

## Награды и звания
Советские государственные награды и звания:
- Герой Советского Союза (15 мая 1946)
- Орден Ленина (15 мая 1946)
- Орден Отечественной войны I степени (6 апреля 1985)
- Два ордена Красной Звезды (7 апреля 1943[3]; 17 сентября 1945)
- 15 медалей, в том числе:
  - Две медали «За отвагу» (29 декабря 1942[4]; 31 января 1943[5])
  - Медаль «За боевые заслуги» (13 июня 1952)
  - Медаль «За освобождение Праги»
  - Медаль «За победу над Германией в Великой Отечественной войне 1941—1945 гг.»
  - Медаль «За победу над Японией»
  - Медаль «30 лет Советской Армии и Флота»

Белорусские государственные награды:
- Орден «За службу Родине» III степени (Указ Президента Республики Беларусь от 15 апреля 1999)[6].

Почётный гражданин населенного пункта Старовички (Чехия).